# ハティニ虐殺
ハティニ虐殺（ハティニぎゃくさつ、英：Khatyn massacre）は、1943年3月22日にベラルーシのハティニ村で発生した虐殺事件。ナチス・ドイツによる戦争犯罪の一つ。ベラルーシではハティニ虐殺の記念施設はブレスト要塞、ミンスクの大祖国戦争博物館と並び独ソ戦の記念施設の代表例として知られている。

## 概要
ハティニ村はベラルーシの首都ミンスクから数十キロメートル離れたところにあった。虐殺が発生した1943年3月22日の朝にはハティニ村からわずか6キロメートルの距離にあった高速道路でドイツ軍の部隊がパルチザンによる襲撃を受け、指揮官が殺害された。死亡した指揮官は1936年ベルリンオリンピックの砲丸投げで金メダルを獲得したハンス・ヴェルケであり、襲撃事件への報復としてハティニ村の虐殺が行われたのだと考えられている。北海道大学の越野剛によれば、パルチザン部隊が襲撃前日にハティニ村に宿泊していたことも虐殺の一因になったという。
同日3月22日の午後、警察補助隊の第118大隊を主力としたドイツ軍部隊がハティニ村を襲撃した。この部隊は村人らを1軒の納屋に集めてガソリンをかけて火を放ち、逃げ出した村人も機関銃で殺害した。この事件により子供75名を含む村人149名が殺害され、この事件の証人として認定された生存者は成人男性1名、子供5名の計6名だけだった。また、26軒の家屋が破壊された。ベラルーシでは当時、ナチスドイツにより600以上の村がハティニ村同様に焼き払われて皆殺しにされ、戦前は約920万人だった人口のうち約4分の1にあたる約220万人が戦争により死亡したという。
北海道大学の越野剛は、ハティニ虐殺は1969年にオープンした記念施設と作家アレシ・アダモヴィチの作品により有名となり、戦争の悲劇のシンボルとなったのだとしている。

## 実行者
第118部隊を率いてハティニ虐殺を指揮したグリゴリイ・ヴァシュラはウクライナSSR出身の人物であり、戦後は第118部隊に参加した事実を長らく隠し続けていたが、1986年に逮捕され死刑判決を受けた。第118部隊はウクライナ人を中心とした部隊でありロシア人やベラルーシ人も参加していたが、虐殺の実行犯がウクライナ人などであることはソ連時代には公表されず、社会主義体制末期の1990年に歴史の見直しの一環として新聞報道されたという。

## 生存者と証言
この事件の目撃者として認定された生存者は成人男性1名、子供5名の計6名だけだった。
ヨシフ・カミンスキー（1887年 - 1973年）は当時56歳であり、成人としては唯一の生存者だった。ハティニ博物館によれば、カミンスキーはドイツ軍部隊が立ち去った後に意識を取り戻し、村人の遺体の中から負傷した息子を見つけ出したものの、息子は腹部に致命傷と全身に火傷を負っており、彼の腕の中で息を引き取ったという。彼は後に記念像「不屈の人」のモデルとなった。
ヴィクトル・アンドレーヴィチ・ジェロプコーヴィチ（Viktor Andreevich Zhelobkovich、1934年 - ）は後に歴史家のルドリングに虐殺の様子を語っており、村を襲った部隊は彼の家族に家から出るように命じ、村の他の家族と共に村の外側にあった納屋に集められたこと、納屋の壁に干し草が積み上げられ火が放たれたのを壁の隙間から目撃していたこと、屋根が燃えて崩壊したため村人が納屋の扉に押し寄せ、扉は開いたものの納屋の周囲を包囲していた部隊が逃げようとする人々に発砲したことなどを証言した。
ソフィア・アントノヴナ・ヤスケーヴィチ（Sofia Antonovna Yaskevich、1934年 - ）は当時9歳で事件の夜はおばと兄ヴォロージャ（Volodya、1930年 - 2008年）と共に家におり、ドイツ兵が来たという村人の声を聞いて家の外へと駆け出した兄は撃たれたものの当たらずに隠れることができたが、おばは彼女を地下貯蔵庫に隠してドイツ兵に撃たれたのだと証言している。ドイツ兵は地下貯蔵庫に気付かず、彼女は兵士が立ち去った後に煙が流れ込んできたために家の外に出て、ドイツ兵に見つかることなく村の外の農場へとたどり着き、そこで兄と再会して共に逃げたのだという。
ヤスケーヴィチ兄妹以外では、ドイツ兵から身を隠すことができたのはアレクサンドル・パーヴロヴィチ・ジェロポコーヴィチ（Alexander Petrovich Zhelobkovich、1930年 - 1994年）だけだった。納屋にいた村人では、他にアントン・ヨシフォヴィチ・バラノフスキー（Anton Iosifovich　Baranovsky、1930年 - 1969年）が足を負傷したのみで生き延びた。また少女2人が火傷を負った状態で別の村の住民に救助されたが、彼女らはその村が焼き払われた際に死亡したという。

## 記念施設

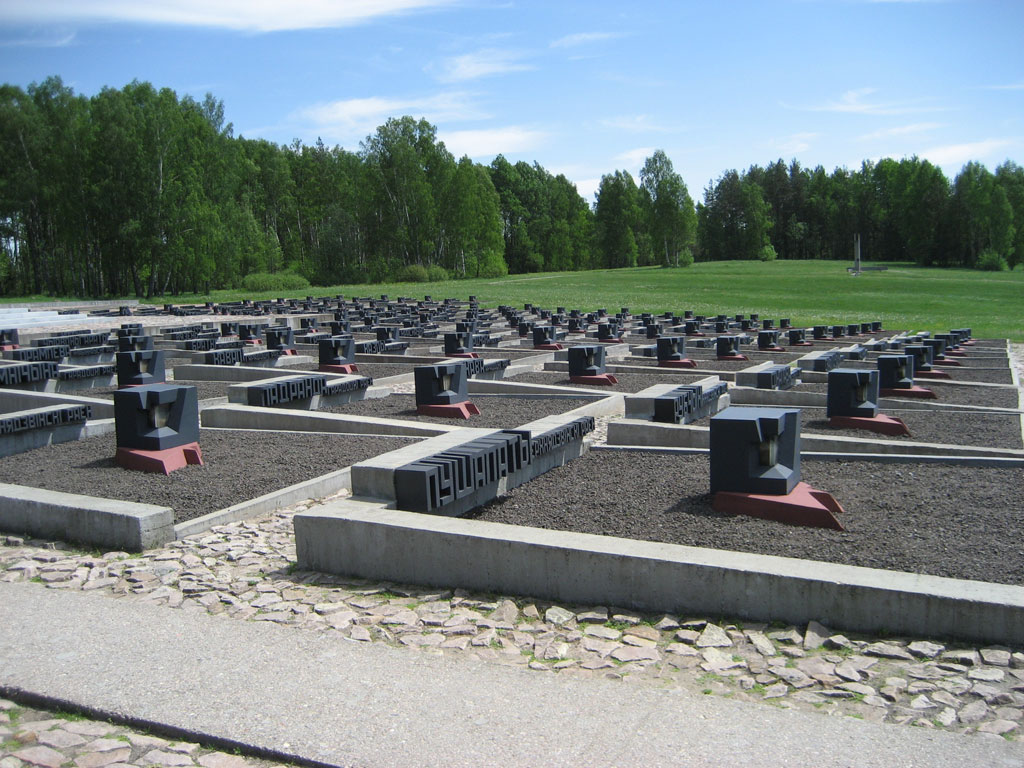
村の墓標（2007年撮影）

ハティニ記念公園の中心部のパノラマ画像

ハティニ村の跡地には大規模な記念施設が建設された。公式サイトに記載されている英語名は「The memorial complex "Khatyn" 」であり、ミンスク州ラホイスク区の丘陵地帯に位置している。この施設の建設計画は1965年末に初めて文書中で提案され、翌年に着工が承認され、1969年にオープンした。ベラルーシにとってナチスからの解放25周年にあたる同年7月に完成記念式典が開催された。ハティニでは独ソ戦争の犠牲者を追悼する式典が開催され、またソ連への外交使節が訪問する場所の一つとなった。ソ連崩壊後、ルカシェンコ大統領の主導により施設の大規模修復が実施され、2004年7月1日にはリニューアル式典が開催されロシア大統領ウラジーミル・プーチンとウクライナ大統領レオニード・クチマも参列した。
記念施設が建築される前、ハティニには「嘆きの母」という名の記念像があったが記念施設の着工決定に伴い撤去され、代わりに「不屈の人」が施設の中心に設置された。「不屈の人」は子供の遺体を抱えた父親の像であり、生存者の1人であるヨシフ・カミンスキーをモデルとしている。村人らが集められ虐殺の現場となった納屋の跡には、屋根の形のモニュメントが設置されている。また、破壊された26軒の家屋の跡には焼け残った竈を模したオベリスクが設置され、プレートには各家の住民の名前が記載されている。
工期後半にはハティニ村以外の記念碑も設置されており、ハティニ村同様に滅ぼされた村185個の名前を記載し焼け跡の土を収めた墓標、戦後に再建された433個の村を示す「生命の樹」、強制収容所と集団処刑の場をモチーフとした「記憶の壁」などがある。「永遠の火」はベラルーシの人口の約4分の1に及んだ犠牲者を示すモニュメントであり、その横には生き延びた約4分の3の国民を示す3本の白樺の木が植えられている。これらのハティニ村以外の記念碑の設置を推したのは当時の党第一書記ピョートル・マシェロフだという。

## 関連作品
戦争文学で知られる作家アレシ・アダモヴィチは1971年、小説『ハティニ物語』を発表した。また、1977年にはヤンカ・ブルイリ、ウラジミル・カレスニクとの共著で『燃える村から来た私』を発表した。これはベラルーシ全土の戦争被害者の証言を集めて1冊にまとめたものだった。1985年には映画監督エレム・クリモフによる『ハティニ物語』を原作とした映画『炎628』が公開された。2008年、歴史家イーゴリ・クズネツォフが監修した記録映画『ハティニの真実』が公開され、ソ連時代に確立されたハティニ虐殺の公的記録に疑問を呈した。

## 仮説
ハティニ村がベラルーシにおける虐殺の代表例とされた理由について、ソ連軍がポーランド軍将校を虐殺したカティンの森事件と地名が似ているからではないかという仮説がある。この仮説では、カティン（ロシア語：カティニ）と発音が類似しているハティニを大々的に取り上げることで「カティンの森事件」の印象を操作しようとしていたのではないかと推測しているが、証拠は見つかっていない。この仮説は前述の記録映画『ハティニの真実』でも採り上げられた。